# Aérodrome de Punta Islita
L'aérodrome de Punta Islita (code IATA : PBP • code OACI : MRIA) est un petit aéroport du Costa Rica qui dessert la communauté de Punta Islita, à Bejuco District, dans le canton de Nandayure. Il est le principal moyen d'accès à une série de plages isolées dans le sud de la péninsule de Nicoya.
L'aéroport est détenue par un administrateur et dispose actuellement de quatre services hebdomadaires réguliers vers San José et Nosara.

## Situation
| \| 50 km1:1 721 000 \| Bahia Drake Barra del Colorado Coto 47 Golfito Nosara Palmar Sur Puerto Jiménez Punta Islita Quépos San Isidro de El General Tamarindo Tambor Tortuguero Libéria San José T. Bolaños Limón San José-J.-Santamaría |
| 50 km1:1 721 000 |

## Villes à proximité
- Islita
- Corozalito
- Pilas
- Bejuco
- Coyote

## Services charters
- Paradise Air

## Statistiques passagers
Ces données montrent le nombre de mouvements de passagers dans l'aéroport, selon les annuaires statistiques de la Direction générale de l'aviation civile du Costa Rica.